# Nadleśnictwo Międzylesie
Nadleśnictwo Międzylesie – jednostka organizacyjna Lasów Państwowych podległa Regionalnej Dyrekcji Lasów Państwowych we Wrocławiu. Siedziba nadleśnictwa znajduje się w Międzylesiu, w powiecie kłodzkim, w województwie dolnośląskim.
Nadleśnictwo obejmuje część powiatu kłodzkiego.

## Historia
W 1945 powstały nadleśnictwa Międzylesie i Międzygórze. W 1972 nadleśnictwa te zostały połączone, tworząc Nadleśnictwo Międzylesie.

## Ochrona przyrody
Na terenie nadleśnictwa znajdują się dwa rezerwaty przyrody:
- Śnieżnik Kłodzki (częściowo)
- Wodospad Wilczki.

## Drzewostany
Typy siedliskowe lasów nadleśnictwa (z ich udziałem procentowym):
- las mieszany górski świeży 48,41%
- las górski świeży 22,40%
- bór mieszany górski świeży 14,13%
- bór górski świeży 7,77%
- bór wysokogórski 2,72%
- las górski wilgotny 2,64%
- las mieszany górski wilgotny 1,52%
- las łęgowy górski 0,40%
- bór mieszany górski wilgotny 0,01%